# 俺たちが司会者!
『俺たちが司会者!!〜We Are Master Of Ceremony〜』（おれたちがしかいしゃ）はテレビ朝日系列で2011年から2012年まで放送されていたトークバラエティ番組。

## 概要
『ロンドンハーツ』『雨上がり決死隊のトーク番組アメトーーク!』のスタッフによるトーク番組。1人5分程のミニトーク番組をメインゲストと繰り広げるが、プレゼンを経てからメインゲストによって司会者が選ばれて初めてそのアイデアが実現される。そのため、どれだけ凝った内容を考えていようと選ばれなければ放送されないため、そのアイデアは水泡に帰すことになる。

## 出演者
| 回 | 放送日          | 司会 | ゲスト                                            |
| -- | --------------- | --- | ------------------------------------------------- |
| 1  | 2011年 1月23日  | ケンドーコバヤシ、山崎弘也（アンタッチャブル） クリス松村、ウド鈴木（キャイ〜ン） 山里亮太（南海キャンディーズ）、 後藤輝基（フットボールアワー） 河本準一（次長課長）、岡田圭右（ますだおかだ）                                          | 相武紗季                                          |
| 2  | 2011年 7月8日   | ケンドーコバヤシ、山崎弘也、後藤輝基、 河本準一、有吉弘行、 綾部祐二（ピース）、高橋茂雄（サバンナ）、 日村勇紀（バナナマン） | 田村淳（ロンドンブーツ1号2号） マツコ・デラックス |
| 3  | 2011年 10月14日 | ケンドーコバヤシ、山崎弘也、後藤輝基、河本準一 有吉弘行、岡田圭右、日村勇紀、出川哲朗 | 関根勤 雨上がり決死隊                             |
| 4  | 2012年 4月15日  | ケンドーコバヤシ、山崎弘也 関根勤、吉村崇（平成ノブシコブシ） 河本準一、澤部佑（ハライチ） 土田晃之、陣内智則 中田敦彦（オリエンタルラジオ）、藤本敏史（FUJIWARA） 渡部建（アンジャッシュ）、木下隆行（TKO） 岩尾望（フットボールアワー） | 長澤まさみ 武井咲 観月ありさ                      |
| 5  | 2012年 10月5日  | 有吉弘行、狩野英孝 木下隆行、ケンドーコバヤシ 陣内智則、関根勤 高橋茂雄、山崎弘也 | 米倉涼子                                          |

## スタッフ
- ナレーター：佐藤賢治
- 構成：高須光聖、奈佐はぢめ
- SW：平野友章
- CAM：辻稔、西村佳晃
- AUD：小杉勉
- VE：山田由香
- LD：廣瀬容子
- 美術：小山晃弘
- 美術進行：入江大介
- デザイン：前田香織
- 大道具：大窪学
- 電飾：小板橋厚史
- アクリル装飾：斎田篤
- 小道具：鳴嶋篤史
- 特殊効果：吉川剛史
- 編集：藤森裕太、竹内敏雅
- MA：松田直起
- 音効：栗田勇児
- TK：長谷川夏子
- CG：横井勝
- 編成：林雄一郎、尾崎雅彦
- 広報：望野智美
- テロップ：リトルベア
- 協力：テイクシステムズ、IMAGICA、テレビ朝日クリエイト
- ディレクター：近藤大輔、小島健嗣
- プロデューサー：安孫子みどり
- 演出・プロデューサー：加地倫三
- 制作著作：テレビ朝日